# 内山田洋
内山田 洋（うちやまだ ひろし、本名：内山田 道生（みちお）、1936年（昭和11年）6月6日 - 2006年（平成18年）11月3日）は、日本の歌手・作曲家。血液型AB型。

## 来歴・人物
福岡県柳川市出身。 父親は戦争中に松永伍一と同じ軍需工場に勤務していた。高校時代は水泳選手として活躍。水泳は後々まで趣味としており、営業には欠かさず水着を持参していた。また隠れマッチョ芸能人として知る人ぞ知る存在であり、晩年まで腕立て伏せ150回を日課としていた。
1957年ころから福岡県内のベースキャンプで音楽活動を開始。クラブやキャバレーでの営業を経て、1967年に小林正樹・岩城茂美・森本繁・宮本悦朗らと「内山田洋とクール・ファイブ」を結成、長崎市のキャバレー「銀馬車」の専属となる。自主制作した『涙こがした恋』が有線放送で人気となり、徐々に音楽家としての地歩を固めた。1968年、前川清をメンバーに加え、1969年に『長崎は今日も雨だった』でデビュー。これが大ヒットとなり、一躍スターダムにのし上がった。その後も、『中の島ブルース』、『そして、神戸』、『噂の女』、本人作曲の『東京砂漠』や『港の別れ唄』など、多くのヒットを飛ばし、ムード歌謡の旗手として1970年代から80年代の音楽シーンを席巻した。
1987年にリードボーカルの前川がクール・ファイブを脱退するが、その後もメンバーチェンジを繰り返しながらクール・ファイブとしての活動を続けていた（詳細については「内山田洋とクール・ファイブ」の記事を参照）。
2006年11月3日、肺癌のため横浜市の病院にて死去。70歳没。